# Cephalopholis leopardus
Cephalopholis leopardus är en fiskart som först beskrevs av Lacepède, 1801.  Cephalopholis leopardus ingår i släktet Cephalopholis och familjen havsabborrfiskar. IUCN kategoriserar arten globalt som livskraftig. Inga underarter finns listade i Catalogue of Life.